# Pedro Pascal
José Pedro Balmaceda Pascal, conegut com a Pedro Pascal (Santiago de Xile, 2 d'abril de 1975) és un actor nord-americà nascut a Xile.
Després de gairebé dues dècades d'assumir petits papers al cinema i a la televisió, Pascal va guanyar protagonisme a l'interpretar Oberyn Martell a la quarta temporada de la sèrie fantàstica d'HBO Game of Thrones (2014) i com a Javier Peña a la sèrie de crims de Netflix Narcos (2015-2017). Des del 2019 ha tingut diversos papers principals, com ara a la pel·lícula The Mandalorian de la saga de Disney+ La guerra de les galàxies, o a The Book of Boba Fett (2022). El 2023 va interpretar a Joel a la sèrie de TV d'HBO The Last of Us. El 2024 va donar la seva veu a Fink, la guineu co-protagonista de la pel·lícula d'animació The Wild Robot, dirigida per Chris Sanders.
Fora de la televisió, Pascal ha aparegut a les pel·lícules The Adjustment Bureau (2011), La Gran Muralla (2016), Kingsman: The Golden Circle (2017), The Equalizer 2 (2018), Triple Frontier (2019), Wonder Woman 1984 (2020) i The Unbearable Weight of Massive Talent (2022).

## Joventut
Pedro Pascal va néixer a Santiago de Xile, Xile, el 2 d'abril de 1975, fill de la psicòloga infantil Verónica Pascal Ureta i del metge de fertilitat José Balmaceda Riera. Té una germana gran anomenada Javiera, un germà petit anomenat Nicolás i una germana petita anomenada Lux, que és actriu i activista transgènere. La seva mare era cosina d'Andrés Pascal Allende, nebot del president de la República de Xile Salvador Allende, a través de la seva germana Laura.. Andrés va ser un dels primers líders del Movimiento de izquierda Revolucionária, un moviment guerriller urbà que va tenir per objectiu l'enderrocament de la dictadura militar xilena d'Augusto Pinochet.
Segons Pascal, els seus pares eren devots seguidors d'Allende i actius en grups de resistència contra la dictadura de Pinochet. Per això, nou mesos després del seu naixement, la seva família va buscar refugi a l'ambaixada de Veneçuela a Santiago, i més tard se'ls va concedir asil polític a Dinamarca. La família finalment es va traslladar als Estats Units, on Pascal es va criar al Comtat d'Orange, Califòrnia i San Antonio, Texas. Quan tenia vuit anys, la seva família va poder viatjar regularment a Xile per visitar els seus 34 cosins.
Pascal es va dedicar a la natació competitiva durant la seva joventut, i va participar en els campionats estatals de Texas als 11 anys, però va deixar de nedar de manera competitiva després de començar els estudis de teatre. Va estudiar interpretació a l'Orange County School of the Arts, es va graduar el 1993 abans de passar a la Tisch School of the Arts de la Universitat de Nova York, on es va graduar el 1997. El seu pare va ser acusat per un gran jurat federal el 1995 amb relació als esdeveniments en una clínica de fertilitat que dirigia amb dos homes més. El seu pare, la seva mare i els seus dos germans petits van tornar així a Xile; Pascal afirma que el seu pare no va fer res dolent. La seva mare es va suïcidar el 1999. Després de la seva mort, va començar a utilitzar el seu cognom professionalment, tant en honor seu com perquè deia que els nord-americans tenien dificultats per pronunciar el cognom Balmaceda.

## Carrera
Pascal ha aparegut en diverses sèries de televisió, com Buffy the Vampire Slayer, The Good Wife, Homeland, The Mentalist, Law & Order: Criminal Intent, Law & Order: SVU i Graceland. Va ser seleccionat com a pilot de l'adaptació televisiva de Wonder Womam de 2011, però finalment no va ser recollit. El juny de 2013, va ser seleccionat com a Oberyn Martell a la quarta temporada de la sèrie d'HBO Game of Thrones. Pascal va declarar que era un gran fan de Game of Thrones abans de ser elegit com Oberyn, i estava encantat d'unir-s'hi. El 2015, Pascal va interpretar el paper de l'agent de la Drug Enforcement Administration dels EUA Javier Peña al programa original de Netflix Narcos. A la pel·lícula del 2015, Bloodsucking Bastards, Pascal va interpretar el vampir Max.
Compta amb una àmplia experiència escènica, tant com a actor com a director; rebent el premi Los Angeles Drama Critics Circle i el premi Garland pel seu paper a la producció de International City Theatre d' Orphans. El 2010, va escriure una obra de teatre, dirigida per Sarah Silverman, Flaca Loves Bone, sobre quatre germans que es troben en un bosc nevat per descobrir un secret familiar. Va debutar com a director amb el joc Underneathmybed el 2008. També va dirigir Yosemite i Killing Play al Rattlestick Playwrights Theatre. És membre de la LAByrinth Theatre Company de la ciutat de Nova York. Pascal va debutar a Broadway el febrer de 2019 en una adaptació de El Rei Lear amb Glenda Jackson i Ruth Wilson.
L'abril de 2015, Pascal va protagonitzar amb Heidi Klum el vídeo musical de " Fire Meet Gasoline " de Sia. El 2017, va interpretar l'agent Whisky a Kingsman: The Golden Circle de Matthew Vaughni el mercenari Pero Tovar a La Gran Muralla. El 2018, Pascal va interpretar a Dave York, el principal antagonista de la pel·lícula seqüela de thriller The Equalizer 2, que va protagonitzar Denzel Washington.
Des del 2019, Pascal ha interpretat el paper principal a The Mandalorian, la primera sèrie de televisió d'acció en directe de la La guerra de les galàxies, en el seu debuta a Disney+. El mateix any, va protagonitzar Francisco "Catfish" Morales al drama de robatori de Netflix Triple Frontier. També va interpretar a Maxwell Lord a la pel·lícula de DC Univers estès de DC Còmics i Wonder Woman 1984, dirigida per Patty Jenkins. Després dels retards a causa de la pandèmia de COVID-19, la pel·lícula es va estrenar als cinemes i a HBO Max el 25 de desembre de 2020.
El febrer de 2021, Pascal va entrar en el repartiment de la pel·lícula de Judd Apatow The Bubble. La pel·lícula es va estrenar a Netflix l'1 d'abril de 2022. El mateix any, va protagonitzar amb Nicolas Cage la comèdia The Unbearable Weight of Massive Talent que es va estrenar a SXSW 2022 a l'abril. El febrer de 2021, Pascal va ser escollit per interpretar el paper principal de Joel Miller per a l'adaptació d'HBO de The Last of Us. S'especula que Pascal va rebre 600.000 dòlars per episodi. El novembre de 2022, va ser escollit per interpretar Freaky Tales, que estarà dirigit per Anna Boden i Ryan Fleck.

## Vida personal
Pascal parla anglès i espanyol amb fluïdesa. Viu a la ciutat de Nova York des de 1993. És molt amic de l'actriu Sarah Paulson, després d'haver-la conegut poc després de traslladar-s'hi.
També és un defensor dels drets LGBTQ+. Va donar suport a la seva germana Lux Pascal quan va sortir com a transgènere, i sobre la qual va dir: "Ha estat una part important de tot plegat. També és artista i ha estat la meva guia. Va ser una de les primeres a donar-me les coses que van formar la meva identitat."
Pascal s'ha referit a si mateix com a agnòstic i liberal. Va donar suport a Gabriel Boric a les eleccions presidencials xilenes del 2021.

## Filmografia

### Cinema
| Any  | Títol                                   | Paper                       | Notes                                                                                                  |
| ---- | --------------------------------------- | --------------------------- | --- |
| 1996 | Burning Bridges                         | Àlex                        | Curtmetratge (acreditat com a Pedro Balmaceda)                                                         |
| 1997 | Window Shopping                         | David                       | Curtmetratge (acreditat com a Pedro Balmaceda)                                                         |
| 2005 | Hermanas                                | Steve                       | |
| 2008 | I am That Girl                          | Noah                        | |
| 2009 | Iris                                    | Billy                       | Pel·lícula curta                                                                                       |
| 2011 | The Adjustment Bureau                   | Maitre D' Paul De Santo     | |
| 2011 | Sweet Little Lies                       | Paulino                     | |
| 2015 | Bloodsucking Bastards                   | Màx                         | |
| 2015 | Sweets                                  | Pere bessó                  | |
| 2016 | La Gran Muralla                         | Pero Tovar                  | |
| 2017 | Kingsman: The Golden Circle             | Jack Daniels / Agent Whisky | Nominada— Teen Choice Award a la pel·lícula preferida: Rumble (2018) (amb Colin Firth i Taron Egerton) |
| 2018 | Prospect                                | Esdras                      | |
| 2018 | The Equalizer 2                         | Dave York                   | |
| 2018 | El blues de Beale Street                | Pietro Álvarez              | |
| 2019 | Triple Frontier                         | Francisco 'Catfish' Morales | |
| 2020 | Wonder Woman 1984                       | Maxwell Lord                | Golden Tomato Award a l'actor preferit dels fans del 2020                                              |
| 2020 | We can Be Heroes                        | Marc Moreno                 | |
| 2022 | The Unbearable Weight of Massive Talent | Javi Gutiérrez              | |
| 2022 | The Bubble                              | Dieter Bravo                | |
| 2022 | House Comes With a Bird                 | Nico                        | Pel·lícula curta                                                                                       |
| 2023 | Strange Way of Life                     | Silva                       | Pel·lícula curta                                                                                       |
| 2024 | The Wild Robot                          | Fink (veu)                  | Pel·lícula d'animació                                                                                  |
| TBA  | Freaky Tales                            | TBA                         | Post-producció                                                                                         |
| TBA  | The Uninvited                           | TBA                         | Post-producció                                                                                         |
| TBA  | Tropico                                 | senyal                      | Preproducció                                                                                           |

### Televisió
| Any          | Títol                             | Paper                        | Notes |
| ------------ | --------------------------------- | ---------------------------- | --- |
| 1999         | Good vs. Evil                     | Gregor New                   | Episodi: "Gee Your Hair Smells Evil" (com Pedro Balmaceda) |
| 1999         | Downtown                          | Voice                        | Rol de veu; episodi: "Hot Spot" (com Pedro Balmaceda) |
| 1999         | Undressed                         | Greg                         | 3 episodis (comPedro Balmaceda) |
| 1999         | Buffy the Vampire Slayer          | Eddie                        | Episodi: "The Freshman" (com Pedro Balmaceda) |
| 2000         | Touched by an Angel               | Ricky                        | Episodi: "Stealing Hope" (com Pedro Balmaceda) |
| 2001         | NYPD Blue                         | Shane 'Dio' Morrissey        | Episodi: "Oh Golly Goth" (com Alexander Pascal) |
| 2001         | Earth vs. the Spider              | Goth Guy                     | Pel·lícula TV |
| 2006         | Law &; Order: Criminal Intent     | Reggie Luckman               | Episodi: "Weeping Willow" |
| 2006         | Without a Trace                   | Kyle Wilson                  | Episodi: "Candy" |
| 2008         | Law & Order                       | Tito Cabassa                 | Episodi: "Tango" |
| 2009         | Law & Order: Criminal Intent      | Kevin 'Kip' Green            | Episodi: "The Glory That Was..." |
| 2009–2011    | The Good Wife                     | Nathan Landry                | 6 episodis |
| 2010         | Nurse Jackie                      | Steve                        | Episodi: "Twitter" |
| 2011         | Lights Out                        | Omar Assarian                | 4 episodis |
| 2011         | Brothers & Sisters                | Zach Wellison                | 2 episodis |
| 2011         | Law & Order: Special Victims Unit | Special Agent Greer          | Episodi: "Smoked" |
| 2011         | Charlie's Angels                  | Frederick Mercer             | Episodi: "Angels in Paradise" |
| 2011         | Wonder Woman                      | Ed Indelicato                | Episodi pilot |
| 2011         | Burn Notice: The Fall of Sam Axe  | Comandante Veracruz          | Episodi pilot |
| 2012         | Body of Proof                     | Zack Goffman                 | Episodi: "Falling for You" |
| 2012         | CSI: Crime Scene Investigation    | Kyle Hartley                 | Episodi: "Malice in Wonderland" |
| 2013         | Nikita                            | Liam                         | Episodi: "Aftermath" |
| 2013         | Red Widow                         | Jay Castillo                 | 4 episodis |
| 2013         | Homeland                          | David Portillo               | Episodi: "Tin Man Is Down" |
| 2013         | The Sixth Gun                     | Special Agent Ortega         | Episodi pilot |
| 2013–2014    | Graceland                         | Juan Badillo                 | 10 episodis |
| 2014         | The Mentalist                     | Marcus Pike                  | 7 episodis |
| 2014         | Game of Thrones                   | Oberyn Martell               | Paper recorrent; 7 episodis Nominated—Screen Actors Guild Award for Outstanding Performance by an Ensemble in a Drama Series (2014)                                         |
| 2015         | Exposed                           | Oscar Castro Vargas          | TV movie |
| 2015–2017    | Narcos                            | Javier Peña                  | Paper Principal (seasons 1–2) Paper Principal (season 3) |
| 2019–present | The Mandalorian                   | The Mandalorian / Din Djarin | Paper principal; 18 episodis Nominated—Critics' Choice Super Award for Best Actor in a Science Fiction/Fantasy Series (2021) Nominated—MTV Movie Award for Best Hero (2021) |
| 2020         | Home Movie: The Princess Bride    | Inigo Montoya                | Episodi: "Chapter Two: The Shrieking Eels" |
| 2021         | Calls                             | Pedro                        | Rol de veu; Episodi: "Pedro Across the Street" |
| 2021         | Animal                            | Himself / Narrator           | Episodi: "Octopus" |
| 2022         | The Book of Boba Fett             | The Mandalorian / Din Djarin | 3 episodis |
| 2023–present | The Last of Us                    | Joel Miller                  | Paper pirncipal; 9 episodis |
| 2023         | Saturday Night Live               | Himself (host)               | Episodi: "Pedro Pascal/Coldplay" |
| TBA          | My Dentist's Murder Trial         | TBA                          | Paper principal, Productor executiu |

### Vídeos musicals
| Any  | Artista(s) | Títol              |
| ---- | ---------- | ------------------ |
| 2015 | Sia        | " Foc i gasolina " |
| 2020 | Gal Gadot  | " Imagina't "      |

### Videojocs
| Any  | Títol        | Paper | Notes |
| ---- | ------------ | ----- | ----- |
| 2016 | Dishonored 2 | Paolo | veu   |

## Teatre
| Curs | Títol                              | Paper                                                                       | Lloc                            | Ref(s) |
| ---- | ---------------------------------- | --------------------------------------------------------------------------- | ------------------------------- | ------ |
| 1999 | Orphans                            | Felip                                                                       | International City Theatre      | [ 48 ] |
| 2002 | Fallen                             | Pascal                                                                      | Liberty Hall Lowell             | [ 49 ] |
| 2003 | Lobby Hero                         | Jeff                                                                        | WHAT Harbour Stage              | [ 50 ] |
| 2003 | Ghosts                             | Oswald Alving                                                               | Shakespeare Theatre             | [ 51 ] |
| 2004 | Gizmo Love                         | Ralph                                                                       | WHAT Harbour Stage              | [ 52 ] |
| 2005 | Lorenzaccio                        | Piero Strozzi                                                               | The Lansburgh Theatre           | [ 53 ] |
| 2005 | Hamlet                             | Horaci                                                                      | Boston Common Parade Ground     | [ 54 ] |
| 2006 | Beauty of the Father               | Karim                                                                       | Manhattan Theatre Club          | [ 55 ] |
| 2006 | Based on a Totally True Story      | Michael Sullivan                                                            | Manhattan Theatre Club          | [ 56 ] |
| 2006 | Macbeth                            | Ensemble / Bloody Sergeant / Murderer 2                                     | Delacorte Theatre               | [ 57 ] |
| 2007 | Some Men                           | Fritz / Mendy / David Goldman / RandyHunk / Zach / Lewis / Mel / Nurse Jack | Second Stage Theatre            | [ 58 ] |
| 2007 | Hamlet                             | Horaci                                                                      | The Lansburgh Theatre           | [ 59 ] |
| 2008 | Sand                               | Intèrpret                                                                   | Women's Project Theatre         | [ 60 ] |
| 2008 | Old Comedy After Aristophanes Frog | Dionís                                                                      | Classic Stage Company           | [ 61 ] |
| 2009 | The Miracle at Nàples              | Tristà                                                                      | The Virginia Wimberly Theatre   | [ 62 ] |
| 2010 | Flaca Loves Bone                   | Escriptor/Director                                                          | Rattlestick Playwrights Theatre | [ 63 ] |
| 2011 | Dark Matters                       | Enamorat                                                                    | The Blank's 2n Stage Theatre    | [ 64 ] |
| 2011 | Maple and Wine                     | Roger                                                                       | Playwrights Horizon             | [ 65 ] |
| 2011 | Yosemite                           | Director                                                                    | Rattlestick Playwrights Theatre | [ 66 ] |
| 2014 | Molt soroll per no res             | Don Joan                                                                    | Public Theatre                  | [ 67 ] |
| 2019 | El Rei Lear                        | Edmund                                                                      | James Earl Jones Theatre        | [ 68 ] |